# سرسوسماری زرهی
سرسوسماری زرهی (نام علمی: Agonus cataphractus) نام یک گونه از تیره سرسوسماری است.